# Institutul internațional privind drepturile omului
Institutul internațional privind drepturile omului (franceză: Institut international des droits de l'homme, IIDH; engleză: International Institute of Human Rights IIHR) este o asociație constituită în baza legislației franceze, localizată în Strasbourg, Franța. Institutul este compus din circa 300 de membri (indivizi și asociații) din întreaga lume, inclusiv universități, cercetători și practicieni în domeniul drepturilor omului.
Institutul a fost înființat de către René Cassin care a câștigat Premiul Nobel pentru Pace în anul 1968. René Cassin a donat sumele de bani câștigate ca și câștigător al premiului Nobel pentru crearea acestui institut cu sediul în Strasbourg.

## Vedeți și
- Declarația Universală a Drepturilor Omului
- Convenția Europeană a Drepturilor Omului
- Curtea Europeană a Drepturilor Omului

## Legături externe
- International Institute of Human Rights[nefuncțională]